# Vladimir Tarasenko
Vladimir Andrejevič Tarasenko (rusky Тарасенко, Владимир Андреевич; * 13. prosince 1991 Jaroslavl) je profesionální ruský hokejový útočník hrající za tým Detroit Red Wings v severoamerické NHL.

## Hráčská kariéra
Svou hokejovou kariéru nastartoval v jeho rodném městě v oddělení mládeže pro klub HK Sibir Novosibirsk. V ročníku 2007/08 si poprvé vyzkoušel seniorský hokej, za rezervní tým v Pervaja liga, třetí nejvyšší soutěž v Rusku. V následující sezoně již debutoval v prvním týmu HK Sibir Novosibirsk v nově vytvořené soutěži KHL. Ve své první sezoně mezi ruskou elitu odehrál v soutěži KHL 38 zápasů, ve kterých nastřádal deset kanadských bodů. V následujícím ročníku téměř zdvojnásobil svou produktivitu, stal se dokonce čtvrtým nejproduktivnějším hráčem týmu. Jeden zápas přidal v juniorské soutěži MHL za Sibiřské odstřelovače. V létě 2010 byl vybrán ve vstupním draftu NHL hned v úvodním prvním kole z celkového 16., místa klubem St. Louis Blues. Z osmi vybraných hokejistů z Ruska, byl druhým nejlépe umístěným, před ním byl pouze Alexandr Burmistrov. Později se však ukázalo, že produktivnější je právě Tarasenko.
Po vstupním draftu nadále pokračoval v Sibir Novosibirsk, kde zůstal až do konce roku 2011. V lednu 2012 byl vyměněn do SKA Petrohrad za ruského útočníka Vjačeslava Solodučina. V červnu 2012 se dohodl na tříletém kontraktu s klubem St. Louis Blues. První zápasy v NHL musel odložit kvůli výluce, která probíhala od 11. října 2012 do 19. ledna 2013. Během výluky se vrátil zpět do Petrohradu, produktivitu měl průměr bod za zápas. Po skončení výluky konečně mohl hrát za St. Louis Blues. První zápas za Blues odehrál 19. ledna 2013 proti Detroit Red Wings, kde se prezentoval dvěma brankami. V St. Louis Blues si hned vybojoval stálé místo v základní sestavě, později jeden z hlavních tahounů týmů.
Průlomovou sezona pro Tarasenka byla 2014/15, stal se nejlepším střelcem svého týmu a ze 77 odehraných zápasů si připsal 73 kanadských bodů. Tyto výkony byl Tarasenko odměněn novou smlouvou po dobu osmi let v hodnotě 60 milionů amerických dolarů , nejdražší smlouva v historii klubu. Skvělé výkony podával i v nadále, v ročnících 2015/16 a 2016/17 ztrácel druhý nejproduktivnější hráč Blues Alexander Steen téměř dvacet bodů. Od sezony 2016/17 působí v klubu Blues jako alternativní hráč. V roce 2017 se ucházel o trofej Lady Byng Memorial Trophy (nejslušnější hráč NHL), dále byli nominování Johnny Gaudreau z Calgary Flames a Mikael Granlund Minnesota Wild.  Vítězem se nakonec stal Johnny Gaudreau.
V období mezi sezony 2014-2015 až 2018-2019 vstřelil pokaždé přes 30 branek v základní části NHL, spolu s Alexandrem Ovečkinem byli jediný, kteří stále drželi střelecký počet. V týmž období neměl v týmu konkurenci a stal se nejlepším střelcem týmu. V poslední zmiňované sezoně 2018/19 byl jedním z klíčových hráčů, kteří získali pro svůj tým historicky první Stanley Cup, St. Louis Blues poprvé zvítězili v playoff od uplynutí 52 let existence klubu. Tarasenko se stal třetím nejlepším střelce playoff, před ním byl pouze o jednu branku spoluhráč Jaden Schwartz a o tři branky Logan Couture. 24. října 2019 se během zápasu proti Los Angeles Kings zranil, v boji o puk se zapletl s obráncem Kings Seanem Walkerem. O čtyři dny později bylo oznámeno, že Tarasenko musí podstoupit operaci ramene a týmu bude chybět minimálně pět měsíců.  Návrat na led stihl ještě v závěru sezony a zahrál si také playoff. 7. července 2021 požádal sám Tarasenko o výměnu ze St. Louis, jeho smlouva s týmem mu však zakazuje dodatek o výměně.  V rozšiřujícím draftu NHL 2021 zůstal nechráněný, ale vybrán nebyl.
V sezóně 2022-23 vstoupil do posledního roku své současné smlouvy, vedení Blues se rozhodli o výměnu do New York Rangers těsně před uzávěrkou přestupů v únoru 2023. Nadále mu platili polovinu platu a navíc přidali Niko Mikkola. Na oplátku získal St. Louis útočníka Samuel Blais, obránce Hunter Skinner a podmíněný výběr v prvním kole vstupního draftu NHL 2023 a podmíněný výběr ve čtvrtém kole vstupního draftu NHL 2024. V New Yorku Tarassenko dokončil sezónu 2022/23 a poté se v červenci 2023 připojil k Ottawa Senators jako volný hráč, kde podepsal jednoletou smlouvu v hodnotě 5 milionů dolarů.  V březnu 2024 byl vyměněn do týmu Florida Panthers za podmíněnou volbu ve 4. kole draftu 2024 a volbu v 5. kole draftu 2025.  S týmem Floridy Panthers vyhrál svůj druhý Stanley Cup.
3. července 2024 podepsal jako nechráněný volný hráč dvouletou smlouvu s Detroit Red Wings v celkové výši 9,5 milionů dolarů. 

## Zajímavosti
V sezoně 2008/09 byl šestým nejmladším hráčem v lize KHL.

## Ocenění a úspěchy
- 2009 MS-18 – All-Star Tým
- 2009 MS-18 – Top 3 hráč v týmu
- 2011 MSJ – Top 3 hráč v týmu
- 2012 KHL – Utkání hvězd
- 2012 KHL – Útočník měsíce října
- 2012 KHL – Útočník měsíce března
- 2013 KHL – Utkání hvězd (pouze nominován)
- 2013 NHL – Nováček měsíce ledna
- 2015 NHL – All-Star Game
- 2015 NHL – Druhý All-Star Tým
- 2016 NHL – All-Star Game
- 2016 NHL – Druhý All-Star Tým
- 2017 NHL – All-Star Game
- 2023 NHL – All-Star Game

## Prvenství

### KHL
- Debut – 3. září 2008 (HK Sibir Novosibirsk proti HK Dynamo Moskva)
- První gól – 3. září 2008 (HK Sibir Novosibirsk proti HK Dynamo Moskva, ruskému brankáři Vitaliju Jemerejevovi)
- První asistence – 3. října 2008 (HC Lada Togliatti proti HK Sibir Novosibirsk)
- První hattrick – 11. prosince 2011 (HK Sibir Novosibirsk proti Barys Astana)

### NHL
- Debut – 19. ledna 2013 (St. Louis Blues proti Detroit Red Wings)
- První gól – 19. ledna 2013 (St. Louis Blues proti Detroit Red Wings, americkému brankáři Jimmymu Howardovi)
- První asistence – 21. ledna 2013 (Nashville Predators proti St. Louis Blues)
- První hattrick – 28. října 2014 (Dallas Stars proti St. Louis Blues)

## Klubové statistiky
| Sezóna       | Klub                   | Soutěž       |     | Základní část | Základní část | Základní část | Základní část | Základní část |    | Play off | Play off | Play off | Play off | Play off |
| Sezóna       | Klub                   | Soutěž       | Z   | G             | A             | B             | TM            | Z             | G  | A        | B        | TM       |          |          |
| 2007/2008    | HK Sibir Novosibirsk 2 | 3.RSL        | 17  | 6             | 4             | 10            | 2             | —             | —  | —        | —        | —        |          |          |
| 2008/2009    | HK Sibir Novosibirsk   | KHL          | 38  | 7             | 3             | 10            | 2             | —             | —  | —        | —        | —        |          |          |
| 2009/2010    | Sibiřští odstřelovači  | MHL          | 1   | 1             | 0             | 1             | 0             | —             | —  | —        | —        | —        |          |          |
| 2009/2010    | HK Sibir Novosibirsk   | KHL          | 42  | 13            | 11            | 24            | 18            | —             | —  | —        | —        | —        |          |          |
| 2010/2011    | HK Sibir Novosibirsk   | KHL          | 42  | 9             | 10            | 19            | 8             | 3             | 0  | 0        | 0        | 0        |          |          |
| 2010/2011    | Sibiřští odstřelovači  | MHL          | 3   | 2             | 2             | 4             | 2             | —             | —  | —        | —        | —        |          |          |
| 2011/2012    | HK Sibir Novosibirsk   | KHL          | 39  | 18            | 20            | 38            | 15            | —             | —  | —        | —        | —        |          |          |
| 2011/2012    | SKA Petrohrad          | KHL          | 15  | 5             | 4             | 9             | 0             | 15            | 10 | 6        | 16       | 6        |          |          |
| 2012/2013    | SKA Petrohrad          | KHL          | 31  | 14            | 18            | 32            | 8             | —             | —  | —        | —        | —        |          |          |
| 2012/2013    | St. Louis Blues        | NHL          | 38  | 8             | 11            | 19            | 10            | 1             | 0  | 0        | 0        | 0        |          |          |
| 2013/2014    | St. Louis Blues        | NHL          | 64  | 21            | 22            | 43            | 16            | 6             | 4  | 0        | 4        | 0        |          |          |
| 2014/2015    | St. Louis Blues        | NHL          | 77  | 37            | 36            | 73            | 31            | 6             | 6  | 1        | 7        | 0        |          |          |
| 2015/2016    | St. Louis Blues        | NHL          | 80  | 40            | 34            | 74            | 37            | 20            | 9  | 6        | 15       | 2        |          |          |
| 2016/2017    | St. Louis Blues        | NHL          | 82  | 39            | 36            | 75            | 12            | 11            | 3  | 3        | 6        | 0        |          |          |
| 2017/2018    | St. Louis Blues        | NHL          | 80  | 33            | 33            | 66            | 17            | —             | —  | —        | —        | —        |          |          |
| 2018/2019    | St. Louis Blues        | NHL          | 76  | 33            | 35            | 68            | 22            | 26            | 11 | 6        | 17       | 4        |          |          |
| 2019/2020    | St. Louis Blues        | NHL          | 10  | 3             | 7             | 10            | 0             | 4             | 0  | 0        | 0        | 0        |          |          |
| 2020/2021    | St. Louis Blues        | NHL          | 24  | 4             | 10            | 14            | 0             | 4             | 2  | 0        | 2        | 0        |          |          |
| 2021/2022    | St. Louis Blues        | NHL          | 75  | 34            | 48            | 82            | 32            | 11            | 6  | 3        | 9        | 0        |          |          |
| 2022/2023    | St. Louis Blues        | NHL          | 38  | 10            | 19            | 29            | 8             | —             | —  | —        | —        | —        |          |          |
| 2022/2023    | New York Rangers       | NHL          | 31  | 8             | 13            | 21            | 0             | 7             | 3  | 1        | 4        | 2        |          |          |
| 2023/2024    | Ottawa Senators        | NHL          | 57  | 17            | 24            | 41            | 12            | —             | —  | —        | —        | —        |          |          |
| 2023/2024    | Florida Panthers       | NHL          | 19  | 6             | 8             | 14            | 0             | 24            | 5  | 4        | 9        | 2        |          |          |
| 2024/2025    | Detroit Red Wings      | NHL          | 80  | 11            | 22            | 33            | 6             | —             | —  | —        | —        | —        |          |          |
| Celkem v NHL | Celkem v NHL           | Celkem v NHL | 831 | 304           | 358           | 662           | 203           | 121           | 49 | 24       | 73       | 10       |          |          |
| Celkem v KHL | Celkem v KHL           | Celkem v KHL | 207 | 66            | 65            | 131           | 51            | 18            | 10 | 6        | 16       | 6        |          |          |

## NHL All-Star Game
| Rok               | Tým               |                   | G | A | B |
| ----------------- | ----------------- | ----------------- | - | - | - |
| 2015              | Team Toews        | 0                 | 4 | 4 |   |
| 2016              | Central Division  | 0                 | 2 | 2 |   |
| 2017              | Central Division  | 1                 | 0 | 1 |   |
| Celkem v All-Star | Celkem v All-Star | Celkem v All-Star | 1 | 6 | 7 |

## Reprezentace
| Rok                    | Tým                    | Soutěž                 | Z  | G | A | B  | TM |
| ---------------------- | ---------------------- | ---------------------- | -- | - | - | -- | -- |
| 2009                   | Rusko 18               | MS-18                  | 7  | 8 | 7 | 15 | 6  |
| 2010                   | Rusko 20               | MSJ                    | 6  | 4 | 1 | 5  | 2  |
| 2011                   | Rusko 20               | MSJ                    | 7  | 4 | 7 | 11 | 0  |
| 2011                   | Rusko                  | MS                     | 6  | 1 | 0 | 1  | 0  |
| 2015                   | Rusko                  | MS                     | 9  | 4 | 3 | 7  | 2  |
| 2016                   | Rusko                  | SP                     | 4  | 2 | 0 | 2  | 2  |
| 2021                   | Rusko                  | MS                     | 3  | 0 | 2 | 2  | 2  |
| Juniorská reprezentace | Juniorská reprezentace | Juniorská reprezentace | 13 | 8 | 8 | 16 | 2  |
| Seniorská reprezentace | Seniorská reprezentace | Seniorská reprezentace | 22 | 7 | 5 | 12 | 6  |